# Rhys Mechyll
Rhys Mechyll (* um 1170; † 1244 auf Dinefwr Castle) war ein walisischer Lord von Deheubarth aus der Dinefwr-Dynastie. 

## Leben
Er war der ältere und vermutlich uneheliche Sohn von Rhys Gryg. Bereits 1227 hatte er seinem Vater abgerungen, ihm Llandovery Castle als eigenen Besitz zu überlassen. Nach dem Tod seines Vaters 1234 erbte er den größeren, südlichen Teil von Ystrad Tiwy mit Dinefwr Castle, während der nordöstliche Teil mit Llandovery und Dryslwyn Castle an seinen jüngeren Halbbruder Maredudd ap Rhys fiel. Die beiden Burgen Dryslwyn und Dinefwr Castle lagen nur wenige Kilometer voneinander entfernt, und um die Aufteilung des Erbes kam es in den nächsten Jahren zu Konflikten zwischen den Brüdern.
In erster Ehe heiratete er eine Miss Croft von Croft Castle in Herefordshire, mit der er einen Sohn Rhys Fychan hatte. Nach dem Tod seiner ersten Frau heiratete er um 1219 Matilda de Braose, eine Tochter des Marcher Lords Reginald de Braose. Mit ihr hat er eine Tochter, Gwenllian.
Sein Erbe wird zunächst sein Sohn Rhys Fychan. Rhys Mechylls Witwe Matilda war so mit ihrem Stiefsohn verfeindet, dass sie nach dem Tod ihres Mannes die Burg Carreg Cennen Castle an die Engländer auslieferte, doch 1248 konnte die Burg von Rhys Fychan zurückgewonnen werden. Nachdem Rhys Fychans Sohn Rhys Wyndod während des ersten Feldzugs von Eduard I. gegen Wales 1277 Dinefwr Castle an die Engländer übergeben musste, erbte Rhys Mechylls Tochter Gwenllian, die 1249 den englischen Ritter Gilbert Talbot von Linton und Credenhill († September 1274) geheiratet hatte, den Grundbesitz ihres Vaters. Ihr Enkel Gilbert Talbot wurde 1331 Lord Chamberlain von König Eduard III. und zum 1. Baron Talbot erhoben, seine Nachfahren erhielten später den Titel Earl of Shrewsbury. 